# Zamarada secutaria
Zamarada secutaria är en fjärilsart som beskrevs av Achille Guenée 1857. Zamarada secutaria ingår i släktet Zamarada och familjen mätare. Inga underarter finns listade i Catalogue of Life.